# Molči, grust', molči
Molči, grust', molči (Молчи, грусть, молчи) è un film muto russo del 1918 diretto da Pёtr Čardynin e Česlav Genrichovič Sabinskij.
Il film è noto principalmente per il cast (che comprende i più famosi attori nella Russia di allora) e per essere stato l'ultimo a essere ispirato alla vecchia società zarista (quando fu girato il potere era appena passato in mano al partito Bolscevico).

## Trama

### Prima parte
il violinista e intrattenitore circense Lorio e la sua ragazza Pola (Vera Cholodnaja) si devono esibire di fronte a una platea che comprende diverse persone altolocate come il mercante Prahov (Ivan Khudoleev) e Zarnitsky (Ossip Runich). Prima dell'esibizione però, Lorio beve qualche bicchiere di troppo e, mentre si sta esibendo sopra una pila di sedie, perde l'equilibrio e cade. Il violinista sopravvive, ma sia lui che la ragazza vengono cacciati dal circo e sono costretti a fare i musicisti di strada. Un giorno si mettono a suonare davanti a un locale, dove incontrano di nuovo gli aristocratici che avevano visto la loro esibizione già al circo. Zarnitsky propone agli altri amici di farli entrare e alla fine ci riesce. Una volta dentro, Prakhov comincia a corteggiare Pola, dandole una collana, e chiedendole se volesse andare a vivere con lui. In un primo momento la donna rifiuta, poi però accetta e abbandona Lorio inoltrandogli una lettera. Presto però Pola si stanca di stare con Prakhov, che ha un atteggiamento ostile rispetto a quello della ragazza, e decide di andare a vivere con Zarnitsky, che è un giocatore d'azzardo incallito e che ben presto si ritrova a dover dare una grossa somma di denaro al ricco proprietario terriero Telepnovu (Witold Polonsky). L'uomo allora escogita un piano: mentre si trova a una festa organizzata proprio da Telepnov, lui avrebbe rubato un assegno dalla sua cassaforte. Per fare ciò però, avrebbe dovuto partecipare anche Pola, distraendo gli ospiti. La giovane accetta. Zarnitsky fa scattare l'allarme della cassaforte e, in seguito, viene ucciso dal Telepnov che non lo aveva riconosciuto.

### Seconda parte
La seconda parte è andata perduta. Secondo una nota scritta, si sarebbe conclusa con Pola che va a vivere con Telepnov in un modesto soggiorno.

## Accoglienza
Fu un grande successo, ma allo stesso tempo venne aspramente criticato dal regime comunista e si sospetta che la seconda bobina sia andata perduta proprio perché i sovietici vollero distruggerla (cosa che faranno con quasi tutti i film pre-rivoluzionari). È l'ultimo film in cui appare Vera Cholodnaja